# Aeródromo da Esperadinha
O Aeródromo da Esperadinha foi um aeródromo localiza-se em Cabo Verde, na Ilha da Brava, no extremo da oeste da Brava em vicinidade de Fajã de Água. Inaugurado em 1992 e desativado desde 2004.